# Censura do Ursinho Pooh na China
A censura do Ursinho Pooh na China refere-se às restrições impostas pelo governo da China a imagens e menções do personagem Ursinho Pooh, particularmente em contextos políticos ou satíricos. Desde julho de 2017, o governo tem censurado imagens do urso de pelúcia antropomorfizado, especialmente a versão da Disney.
A medida resulta de comparações humorísticas entre o secretário-geral do Partido Comunista da China Xi Jinping e o personagem em memes na internet, interpretadas pelo Partido Comunista da China (PCC) como zombaria desrespeitosa. Apesar das restrições digitais, não existe um banimento completo de produtos do Ursinho Pooh na China; livros e brinquedos permanecem disponíveis, e duas atrações temáticas do personagem continuam operando na Shanghai Disneyland.

## Antecedentes

### Censura na China
O PCC mantém um dos sistemas de censura mais extensivos do mundo, controlando rigorosamente a informação disponível aos cidadãos chineses. Entre os temas sistematicamente suprimidos estão a Revolução Cultural, o massacre da Praça da Paz Celestial de 1989, violações de direitos humanos no Tibete, a perseguição aos uigures e o Movimento pela independência de Taiwan.
Originalmente restrita ao continente, a influência da censura chinesa tem se expandido além de suas fronteiras. Em 2017, universidades taiwanesas foram pressionadas a evitar discussões sobre temas sensíveis como unificação/independência ou o conceito de Uma China, uma Taiwan. Mais de 80 das 157 instituições acadêmicas atenderam às demandas, comprometendo sua autonomia institucional.

### Origem das comparações
As comparações satíricas entre Xi Jinping e o Ursinho Pooh iniciaram-se em 2013, quando uma fotografia de Xi caminhando ao lado do então presidente norte-americano Barack Obama durante uma visita oficial foi justaposada a uma imagem de Pooh caminhando com Tigrão. A semelhança física percebida — particularmente a constituição corporal e o modo de caminhar — rapidamente transformou-se em meme viral nas redes sociais chinesas.
Comparações subsequentes incluíram uma imagem de 2014 de Xi apertando a mão do primeiro-ministro japonês Shinzo Abe, pareada com Pooh e Ió. Em 2015, uma foto de Xi inspecionando tropas através do teto solar de um veículo militar foi comparada a uma imagem de Pooh em um carro de brinquedo.

## Implementação da censura

### Plataformas digitais
A partir de meados de 2017, plataformas de mídia social chinesas como Weibo e WeChat começaram a bloquear sistematicamente imagens e postagens contendo o Ursinho Pooh, especialmente quando acompanhadas de conteúdo político. Termos de busca relacionados ao personagem foram filtrados, e GIFs do urso foram removidos de bibliotecas de stickers.

### Censura cinematográfica
Em 2018, o filme Christopher Robin da Disney não recebeu autorização para lançamento na China, apesar de filmes anteriores do Ursinho Pooh terem sido exibidos no país.

## Impacto cultural

### CasoDevotion
Em 21 de fevereiro de 2019, o jogo de terror psicológico taiwanês Devotion tornou-se centro de controvérsia quando jogadores descobriram um easter egg contendo um talismã com os caracteres chineses "Xi Jinping Winnie-the-Pooh moron" (習近平小熊維尼白痴). A descoberta provocou uma campanha coordenada de review bombing por usuários chineses no Steam, fazendo a avaliação do jogo despencar de "Extremamente positiva" para "Majoritariamente negativa" em questão de horas.
O jogo foi removido do Steam na China dois dias depois, e em julho de 2019 o governo chinês revogou a licença comercial da Indievent, editora chinesa do título, efetivamente encerrando suas operações.

### South Park
Em outubro de 2019, o episódio "Band in China" da série animada South Park satirizou diretamente a censura chinesa, incluindo uma cena em que o Ursinho Pooh é brutalmente assassinado por Randy Marsh para agradar censores chineses. Em resposta, toda a série foi banida da internet chinesa.

### Expansão para Hong Kong
Em março de 2023, a censura estendeu-se a Hong Kong quando a distribuidora VII Pillars Entertainment cancelou abruptamente o lançamento de Winnie-the-Pooh: Blood and Honey, filme de terror independente britânico. O cancelamento, anunciado apenas dois dias antes da estreia prevista, foi atribuído às novas regras de censura cinematográfica implementadas após a Lei de Segurança Nacional, que proíbem obras consideradas "potencialmente nocivas à segurança nacional".

### Resposta taiwanesa
Taiwan tem utilizado o simbolismo do Ursinho Pooh como forma de resistência política. Em 8 de abril de 2023, a Força Aérea de Taiwan divulgou fotografias de pilotos usando patches mostrando um urso-negro de Formosa — espécie endêmica de Taiwan — socando o Ursinho Pooh. O designer Alec Hsu relatou receber centenas de pedidos pelo emblema após as imagens viralizarem, tanto de militares quanto de civis taiwaneses.